# Jakubowo (powiat ostródzki)
Jakubowo (niem. Wellhausen) – osada w Polsce położona w województwie warmińsko-mazurskim, w powiecie ostródzkim, w gminie Dąbrówno.
W latach 1975–1998 miejscowość administracyjnie należała do województwa olsztyńskiego.